# Dendropsophus phlebodes
Dendropsophus phlebodes är en groddjursart som först beskrevs av Leonhard Hess Stejneger 1906.  Dendropsophus phlebodes ingår i släktet Dendropsophus och familjen lövgrodor. IUCN kategoriserar arten globalt som livskraftig. Inga underarter finns listade i Catalogue of Life.